# اچ‌ام‌اس بیور (اف۹۳)
اچ‌ام‌اس بیور (اف۹۳) (به انگلیسی: HMS Beaver (F93)) یک کشتی بود که طول آن ۱۴۶٫۵ متر (۴۸۱ فوت) بود. این کشتی در سال ۱۹۸۲ ساخته شد.